# Olympische Jugend-Sommerspiele 2018/Teilnehmer (Salomonen)
| Gelbes Symbol für Goldmedaillen mit stilisierten Olympischen Ringen | Graues Symbol für Silbermedaillen mit stilisierten Olympischen Ringen | Braundes Symbol für Bronzemedaillen mit stilisierten Olympischen Ringen |
| ------------------------------------------------------------------- | --------------------------------------------------------------------- | ----------------------------------------------------------------------- |
| —                                                                   | —                                                                     | —                                                                       |

Die Jugend-Olympiamannschaft der Salomonen für die III. Olympischen Jugend-Sommerspiele vom 6. bis 18. Oktober 2018 in Buenos Aires (Argentinien) bestand aus zwölf Athleten. Sie konnten keine Medaille gewinnen.

## Athleten nach Sportarten

### Futsal
Jungen
- Gruppenphase
- Kader[1]
Lauwale Ata
Lordrick Afia
Calvin Dooro
Ronado Cromwell
Leon Kofana
Junior Mana
Travis Sau
Raphael Leai
Franster Rukumana
William Tahariu

### Gewichtheben
Mädchen
- Betty Waneasi
Klasse bis 58 kg: 8. Platz[2]

### Leichtathletik
Jungen
- Ronward Hinarua
100 m: disqualifiziert (2. Lauf)[3]